# Trachythorax
Trachythorax is een geslacht van Phasmatodea uit de familie Diapheromeridae. De wetenschappelijke naam van dit geslacht is voor het eerst geldig gepubliceerd in 1908 door Redtenbacher.

## Soorten
Het geslacht Trachythorax omvat de volgende soorten:
- Trachythorax atrosignatus (Brunner von Wattenwyl, 1893)
- Trachythorax expallescens Redtenbacher, 1908
- Trachythorax fuscocarinatus Chen & He, 1995
- Trachythorax gohi Brock, 1999
- Trachythorax incertus Redtenbacher, 1908
- Trachythorax longialatus Cai, 1989
- Trachythorax maculicollis (Westwood, 1848)
- Trachythorax planiceps Redtenbacher, 1908
- Trachythorax sexpunctatus (Shiraki, 1911)
- Trachythorax sparaxes (Westwood, 1859)
- Trachythorax unicolor Redtenbacher, 1908